# 天门职业学院
天门职业学院（英語：Tianmen Vocational College），简称天门职院，其下辖的中职部又称天门市职业技术教育中心，简称天门职高。学校是经湖北省人民政府批准建立、教育部备案的全日制普通高等院校，位于中华人民共和国湖北省天门市。该校声称其为公办院校，实则为民办。
学校占地面积800亩（0.53平方），建筑面积0.25平方千米。

## 院系专业
| 院系           | 专业           |
| -------------- | -------------- |
| 机电学院       | 汽车检测与维修 |
| 机电学院       | 模具制造与维修 |
| 机电学院       | 数控技术应用   |
| 机电学院       | 电子技术应用   |
| 机电学院       | 电子商务       |
| 机电学院       | 计算机网络技术 |
| 陆羽国际茶学院 | 会计电算化     |
| 陆羽国际茶学院 | 物流管理       |
| 陆羽国际茶学院 | 航空服务       |
| 陆羽国际茶学院 | 高铁服务       |
| 陆羽国际茶学院 | 酒店管理       |
| 陆羽国际茶学院 | 学前教育       |
| 陆羽国际茶学院 | 茶艺           |
| 医护学院       | 农村医学       |
| 医护学院       | 护理/助产      |

| 院系           | 专业                                       |
| -------------- | ------------------------------------------ |
| 机电学院       | 新型纺织机电技术（景天班）                 |
| 机电学院       | 工程监理                                   |
| 机电学院       | 建筑装饰工程技术                           |
| 机电学院       | 计算机网络技术（Java软件开发方向）         |
| 机电学院       | 计算机网络技术（苹果应用软件开发方向）     |
| 机电学院       | 应用电子技术（双安班、力神班）             |
| 机电学院       | 汽车检测与维修（4S汽车商务班）             |
| 机电学院       | 汽车检测与维修（4S汽车维修、美容班）       |
| 机电学院       | 模具设计与制造                             |
| 机电学院       | 数控技术（江南造船班、优力维特电梯班）     |
| 机电学院       | 自动化生产设备应用（海洋工程方向）         |
| 机电学院       | 自动化生产设备应用（高铁电气化与轨道工程） |
| 机电学院       | 自动化生产设备应用（工业机械人方向）       |
| 陆羽国际茶学院 | 会计电算化（银行事务班）                   |
| 陆羽国际茶学院 | 酒店管理（航空服务方向）                   |
| 陆羽国际茶学院 | 酒店管理（高铁乘务方向）                   |
| 陆羽国际茶学院 | 酒店管理（涉外奢侈品营销方向）             |
| 陆羽国际茶学院 | 酒店管理（唐宫班、上海亚湾酒店班）         |
| 陆羽国际茶学院 | 茶文化                                     |
| 医护学院       | 医疗美容技术                               |
| 医护学院       | 眼视光（江汉大学共建班）                   |
| 医护学院       | 康复治疗技术（江汉大学共建班）             |
| 医护学院       | 康复治疗技术                               |
| 医护学院       | 护理                                       |
| 医护学院       | 护理（江汉大学共建班）                     |

## 学院领导
- 刘华阳：党委书记
- 熊安锋：党委副书记、院长
- 鄢爱舫：党委副书记
- 汪进兵：党委副书记、副院长
- 李威威：党委委员、副院长
- 阳军：党委委员、副院长
- 马国红：党委委员、工会主席
- 闵锐：副院长[6]

## 相关事件
必须旗帜鲜明、态度坚决、行动果断，坚持把事态控制在校内，消灭在萌芽状态，不让学生走出校门；能在校内某一局部解决的，不扩展到全校；能在校内解决的就坚持控制在校内；一旦发展到走出校门，也要尽可能控制在一定范围内，避免造成社会治安次序失控和混乱。
 — 《天门职业学院突发公共事件应急处置预案》
2019年3月11日，该校上千名学生上街游行示威，抗议该校未為學生報名次月的技能高考，导致学生无法参加考试进入大学，严重影响学业。后遭到警方镇压。此外，该校声称学费标准为5000元/年，但事件中学生实际学费为7800元/年。